# Sabari
Der Sabari (im Oberlauf auch Kolab) ist ein linker Nebenfluss der Godavari im Osten Indiens.
Der Sabari entspringt in den Sinkaran Hills an der Westflanke der Ostghats im Distrikt Koraput in Odisha.
Am Oberlauf wird der Fluss von der Kolab-Talsperre aufgestaut.
Ein Großteil des Wassers wird über das Wasserkraftwerk und den Sati Nadi umgeleitet und gelangt entweder wieder in den Sabari oder wird zu Bewässerungszwecken abgeleitet. Der alte Flusslauf unterhalb der Talsperre führt nach Osten. Später wendet sich der Sabari nach Südsüdwesten und bildet die Grenze zwischen Odisha und dem westlich gelegenen Chhattisgarh. 60 km bzw. 32 km oberhalb der Mündung trifft der Pateru bzw. der Sileru, beide linksseitig, auf den Sabari. Ab der Einmündung des Sileru befindet sich der Sabari in Andhra Pradesh. Schließlich mündet der Sabari nach einer Gesamtlänge von 418 km bei Kunavaram in die Godavari.
Das Einzugsgebiet des Sabari umfasst 20.427 km², wovon 10.300 km² in Odisha liegen.